# Erki Nool
Erki Nool (Võru, 25 giugno 1970) è un ex multiplista e politico estone, campione olimpico del decathlon ai Giochi di Sydney 2000.

## Biografia
Erki Nool ha vinto la medaglia d'oro nel decathlon ai Giochi olimpici di Sydney 2000, con risultati buoni ovunque, eccellenti nel salto in lungo e nei 400 metri. L'atleta estone ha trionfato dopo una discussa gara di lancio del disco, quando il suo terzo ed unico lancio valido è stato giudicato falloso ma poi convalidato. Sul podio arrivarono anche il ceco Roman Šebrle e lo statunitense Chris Huffins.
Il 4 marzo 2007 è stato eletto nel Riigikogu, il parlamento estone, nelle file del partito di centro-destra Unione Patria e Res Publica.

## Palmarès
| Anno | Manifestazione  | Sede        | Evento    | Risultato | Prestazione | Note                                     |
| ---- | --------------- | ----------- | --------- | --------- | ----------- | ---------------------------------------- |
| 1992 | Giochi olimpici | Barcellona  | Decathlon | dnf       | dnf         |                                          |
| 1994 | Europei indoor  | Parigi      | Eptathlon | 5º        | 5 945 p.    | Miglior prestazione personale stagionale |
| 1994 | Europei         | Helsinki    | Decathlon | 10º       | 7 953 p.    |                                          |
| 1995 | Mondiali indoor | Barcellona  | Eptathlon | 7º        | 5 887 p.    |                                          |
| 1995 | Mondiali        | Göteborg    | Decathlon | 4º        | 8 268 p.    |                                          |
| 1996 | Europei indoor  | Stoccolma   | Eptathlon | Oro       | 6 188 p.    | Miglior prestazione personale stagionale |
| 1996 | Giochi olimpici | Atlanta     | Decathlon | 6º        | 8 543 p.    | Miglior prestazione personale stagionale |
| 1997 | Mondiali indoor | Parigi      | Eptathlon | Argento   | 6 213 p.    | Miglior prestazione personale            |
| 1997 | Mondiali        | Atene       | Decathlon | 6º        | 8 413 p.    |                                          |
| 1998 | Europei         | Budapest    | Decathlon | Oro       | 8 667 p.    |                                          |
| 1999 | Mondiali indoor | Maebashi    | Eptathlon | Argento   | 6 374 p.    | Record nazionale                         |
| 1999 | Mondiali        | Siviglia    | Decathlon | 14º       | 7 568 p.    |                                          |
| 2000 | Europei indoor  | Gand        | Eptathlon | Bronzo    | 6 200 p.    | Miglior prestazione personale stagionale |
| 2000 | Giochi olimpici | Sydney      | Decathlon | Oro       | 8 641 p.    |                                          |
| 2001 | Mondiali indoor | Lisbona     | Eptathlon | 5º        | 6 074 p.    | Miglior prestazione personale stagionale |
| 2001 | Mondiali        | Edmonton    | Decathlon | Argento   | 8 815 p.    | Record nazionale                         |
| 2002 | Europei indoor  | Vienna      | Eptathlon | Bronzo    | 6 084 p.    | Miglior prestazione personale stagionale |
| 2002 | Europei         | Monaco      | Decathlon | Argento   | 8 438 p.    | Miglior prestazione personale stagionale |
| 2003 | Mondiali indoor | Birmingham  | Eptathlon | dnf       | dnf         |                                          |
| 2003 | Mondiali        | Saint-Denis | Decathlon | dnf       | dnf         |                                          |
| 2004 | Mondiali indoor | Budapest    | Eptathlon | 5º        | 6 093 p.    |                                          |
| 2004 | Giochi olimpici | Atene       | Decathlon | 8º        | 8 235 p.    |                                          |
| 2005 | Europei indoor  | Madrid      | Eptathlon | 12º       | 5 712 p.    |                                          |